# 法爾科內拉岩

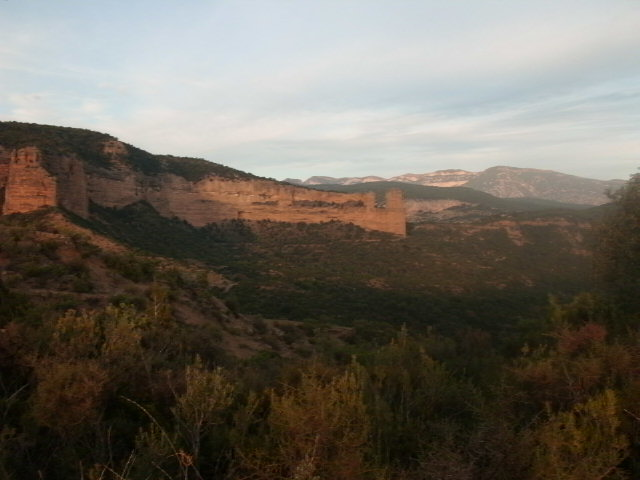

42°12′10″N 0°6′14″W / 42.20278°N 0.10389°W
法爾科內拉岩（西班牙語：Peña Alconera），是西班牙的岩石，位於該國北部阿拉貢自治區，屬於前比利牛斯山山麓的一部分，海拔高度766米，山體由砂岩和礫岩組成，人類在1960年3月首次登頂。